# 出口嘉一
出口 嘉一（でぐち かいち、1982年3月 - ）は、日本の政治家。神奈川県三浦市長（1期）。

## 概要
神奈川県三浦市三崎町生まれ。名向小学校、上原中学校を経て横須賀市立横須賀高校（現・横須賀総合高校）卒業。
半年間インドへ放浪の旅に出たのち、帰国後6年間は派遣仕事に従事。その後横浜市の化学メーカーに在籍。2024年3月に生活拠点を三浦市に戻した。
2025年2月、三浦市長選への立候補を表明。6月15日、三浦市長選の投開票が行われ、出口が現職の吉田英男を破り初当選を果たした。
※当日有権者数：34,858人 最終投票率：44%（前回比：pts）
| 候補者名 | 年齢 | 所属党派 | 新旧別 | 得票数  | 得票率 | 推薦・支持         |
| -------- | ---- | -------- | ------ | ------- | ------ | ------------------ |
| 出口嘉一 | 43   | 無所属   | 新     | 7,782票 | 51.50% |                    |
| 吉田英男 | 69   | 無所属   | 現     | 6,562票 | 43.42% | （推薦）自由民主党 |
| 秋葉俊二 | 56   | 無所属   | 新     | 768票   | 5.08%  |                    |

## 人物
- 家族は妻と1男2女。妻は自宅で児童書の出版業を営む[2]。